# Muungano (Kyela)
Muungano ist ein Verwaltungsbezirk (Ward) des Distrikts Kyela in der tansanischen Region Mbeya. Er grenzt im Norden an den Distrikt Busokelo, im Osten an den Bezirk Ipinda, im Süden an Talatala und im Westen an den Bezirk Ipande.

## Geografie
Muungano ist ein ländlicher Bezirk im Südwesten von Tansania. Er liegt etwa 15 Kilometer vom Malawisee entfernt. Die Grenze im Westen bildet der Fluss Mbaka. Die Fläche des Bezirks beträgt 16,3 Quadratkilometer und bei der Volkszählung 2022 lebten hier 3080 Menschen in 804 Haushalten.

## Gliederung
Der Bezirk besteht aus drei Gemeinden (Mtaa) mit zwölf Orten (Kitongoji):
| Bukinga - Katola - Bukinga - Cuba - Iringa - Ghana - Ilubi | Mwaigoga - Ikulu A - Ikulu B | Lutusyo - Lutusyo A - Lutusyo B - Ndwanga A - Ndwanga B |

## Wirtschaft und Infrastruktur
- Gesundheit: In Lutusyo gibt es eine Apotheke.[6]